# Deysermühle
Deysermühle (en luxembourgeois : Deisermillen  et en allemand : Deisermühle) est un lieu-dit de la commune luxembourgeoise de Grevenmacher situé dans le canton de Grevenmacher.

## Histoire

Une planchette de la carte de Ferraris. Dieser Muhl se situe à l'ouest de Machtum.

Un panneau signale la présence de l'ancien moulin — ce sont les vestiges du « mull » — à une altitude de 139 mètres entre Grevenmacher et Machtum.
Un cadastre datant de 1824 montre quatre moulins qu'une cascade de quatre étangs faisait tourner avec l'eau de huit sources. Les moulins de Deisermillen servaient à la production de farine de blé, mais aussi, au début du XIXe siècle, à broyer le calcaire nécessaire à la fabrication de la faïence. Quand le moulin à calcaire était à l'arrêt, la roue servait alors à la production d'huile.
En décembre 1964, un éboulement s'est produit sur une longueur de 300 m et une largeur de 280 m, le coteau glissant vers la vallée. Des crevasses ont précipité les vignes et des fissures sont apparues dans les maisons de Deisermillen. Certaines d'entre elles se sont écroulées. Le glissement de terrain a duré plusieurs semaines. Un million de mètres cubes de terre et de pierres se sont déplacés.